# Demmin
Demmin (pronunciación en alemán: /dɛˈmiːn/ (escucharⓘ)) es una ciudad en Pomerania Occidental, en el nordeste de Alemania, perteneciente al Bundesland de Mecklemburgo-Pomerania Occidental. Está ubicada en las desembocaduras de los ríos Trebel y Tollense en el río Peene.

## Toponimia
Podría originarse del término eslavo timänie «área pantanosa».

## Historia

### Prehistoria
Alrededor de los años 5500 - 4900 a. C., la denominada cultura de la cerámica de bandas se expendió desde el este, y desde el río Oder hasta el área este de Demmin. El gran dolmen ubicado cerca de Upost está clasificado como uno de los más grandes de la región.
Como evidencia de la presencia de la cultura de los vasos de embudo, existen evidencias de 119 construcciones megalíticas alrededor de Demmin, de las cuales 56 están parcialmente preservados. La mayoría de estas construcciones la componen unos 37 dolmen. Además el hecho de que también existen preservados unos 6 dólmenes simples, parece indicar que Demmin y sus alrededores fueran lugares en los que la construcción de dichas obras fueron pioneras entre el resto de las regiones cercanas.
De períodos posteriores, existen 12 construcciones, como túmulos y morteros, preservadas en la región. Finalmente, desde el 1800 a. C., comenzó la aparición de varios pueblos germánicos.

### De las guerras sajonas alsigloX
Asentamientos eslávicos de las tribus Veleti pueden ser atribuidos al siglo VII d. C.. En el año 789, durante las guerras sajonas, Carlomagno lideró sus tropas al río Peene, contra los veletos, aliados de los sajones. Dragovit, rey de los Veleti, cuyo castillo, civitas Dragowiti, se decía que probablemente estaba en Vorwerk (Demmin), se rindió a Carlomagno y le juró lealtad. La región era buena para fundar asentamientos, y estaba en una buena posición geográfica, cerca del cruce de ríos y rutas de comercio. Durante los enfrentamientos entre los Veletos y los Francos, un castillo fue construido en la región cercana por los Lutici de Circipani a finales del siglo X. Este castillo fue luego llamado “Haus Demmin”. Desde allí controlaron el este del territorio de Circipania, el que limitaba con Güstrow en el oeste. El castillo principal se llamaba Teterow.

### Edad Media
Demmin era una fortaleza de los Circipanes eslavos occidentales durante la Edad Media. Debido a su importancia estratégica, fueron creados varios "burghs" (los que frecuentemente eran atacados y destruidos) en los sitios conocidos como Vorwerk y Haus Demmin, y nombrados como Dimin o Dymin. Una armada sajona intentó fallidamente sitiar el lugar durante la cruzada de los wendos en 1147. Aun así, los conflictos armados entre poblados cercanos y tropas invasoras de las regiones ahora conocidas como Alemania y Dinamarca devastó la tierra. Fue repoblada por germanos y flamencos entre los siglos XII y XIV. Circipania fue dividida entre Mecklenburg y Pommern, con Demmin pasando al lado Pomeranio,  transformándose Demmin en una ciudad de residencia para sus duques (Teilherzogtum Pomerania-Demmin).
Demmin fue miembro de la Liga Hanseática; desde 1994 de nuevo lleva el título Hansestadt (Ciudad Hanséatica).

### Edad Contemporánea
Como tantos pueblos de Pomerania, Demmin se mantuvo como región meramente agrícola, aunque Demmin formó parte de algunos acuerdos comerciales.
En la guerra de los Treinta Años, Demmin fue ocupada por tropas Imperiales de 1627 a 1631 y de 1637 a 1639, y luego por tropas suecas formando parte de su Pomerania hasta 1715 cuando es tomada por Prusia durante la gran guerra del Norte. 
Durante el período de la República de Weimar, Demmin fue un reducto para la DNVP y la Stahlhelm. En las últimas elecciones nacionales del Reichstag en el 5 de marzo de 1933 el partido Nacional Socialista tuvo por unos 53.7 % de los votos en Demmin. Incluso antes de 1933, hubo boicots de negocios de judíos, muchos de los cuales se mudaron. Incluso la sinagoga local fue vendida en junio de 1938 a un negocio de muebles, gracias al cual sobrevivió como edificio. El 11 de noviembre de 1938 cientos se movilizaron a la plaza principal en una demostración anti-semítica. 
En la 2°GM, prisioneros de guerra polacos, soviéticos, y también de Francia y Bélgica fueron usados en trabajos forzados.
Los alemanes destruyeron puentes sobre el río Peene en su retirada de Demmin ante el avance de las tropas soviéticas. Así, el avance sobre Demmin fue frenado, hasta el 30 de abril de 1945. Durante esa noche, y la mañana siguiente, Demmin fue ocupada por el ejército Rojo sin mucha resistencia, como Greifswald. Saqueos, violaciones y ejecuciones fueron realizados por las tropas, lo cual, a comienzos de mayo de 1945, alrededor de 900 residentes de Demmin cometieron un suicidio masivo, y además casi toda la Ciudad Antigua fue víctima de un incendio.

## Escudo
El escudo de Demmin muestra:
- una fortaleza roja con las tres puertas abiertas
- dos torres que son coronadas por un lirio de plata
- a la derecha el escudo muestra un grifón, el que es el animal heráldico de Pomerania
- En la parte superior del escudo hay un casco azul, coronado con plumas de pavo real verde
- La fortaleza roja simboliza la historia de la ciudad como la residencia de los príncipes de Pomerania
- El lirio en la coronación de ambas torres simboliza la flor de la ciudad en el siglo XVIII.

## Ciudadanos famosos
- Joachim Lütkemann (1608-1655), predicador y escritor.
- Heinrich Carl von Schimmelmann (1724-1782), comerciante y político.
- Julius Friedrich Cohnheim (1839-1884), patólogo.
- Willy Schulz-Demmin (1892-1974), pintor.
- Hans-Adolf Asbach (1904-1976), político.
- Willi Laatsch (1905-1997), pedólogo.
- Paul von Maltzahn (1945), diplomático.